# Tào Đái bá
Tào Đái bá hay Tào Đới bá (chữ Hán: 蔡戴伯; trị vì: 825 TCN - 796 TCN), tên thật là Cơ Tô (姬蘇), là vị vua thứ tám của nước Tào – chư hầu nhà Chu trong lịch sử Trung Quốc.
Cơ Độ là con thứ của Tào Hiếu bá – vua thứ 5 nước Tào, em của Tào Di bá và Tào U bá – vua thứ 6 và thứ 7 nước Tào.
Năm 826 TCN, Cơ Độ giết anh là U bá để cướp ngôi, tức là Tào Đái bá.
Sử sách không ghi chép sự kiện xảy ra liên quan tới nước Tào trong thời gian ông làm vua.
Năm 796 TCN, Tào Đái bá qua đời. Ông ở ngôi được 30 năm. Con ông là Cơ Trĩ lên nối ngôi, tức là Tào Huệ bá.